# O'Neil Bell
O'Neil Bell àlies "Give 'em Hell" (Jamaica, 29 de desembre de 1974-Atlanta, Geòrgia, 25 de novembre de 2015) va ser un boxador jamaicà campió del món del pes creuer per l'Associació Mundial de Boxa i el Consell Mundial de Boxa.
Gairebé res més debutar com a professional, en el seu segon combat, va perdre davant l'estrella amateur d'Algèria, M. Benguesima. No obstant això, va acumular una ratxa d'onze combats consecutius guanyant per tenir una oportunitat pel títol NBA dels pesos creuer davant Michael Rush al que va guanyar per nocaut en cinc assalts. El seu següent combat va ser pel títol vacant de la NABF del peso creuer davant James Walton, al que també va guanyar per noqueig, en 10 assalts.
Després de cinc defenses del seu títol satisfactòries, va barallar pel títol vacant de la Federació Internacional de Boxa davant Dale Brown al que va guanyar per decisió unànime en dotze assalts. El 26 d'agost de 2005 va defensar el seu títol davant Sebastiaan Rothmann al que va guanyar per noqueig en l'onzè assalt en el Seminole Hard Rock Hotel i Casino de Hollywood, Florida.
Amb el títol IBF en el seu poder es va enfrontar a Jean Marc Mormeck per la unificació dels títols creuer, ja que Mormeck posseïa els títols del Consell Mundial de Boxa i el títol de l'Associació Mundial de Boxa. El 7 de gener de 2006 va tenir lloc el combat d'unificació que va guanyar Bell per nocaut en el desè assalt quan els jutges donaven 87-84, 85-86 i 86-84.
Un any i dos mesos més tard va tenir lloc la revenja encara que en aquesta ocasió ja no posseïa el títol de la Federació Internacional. El combat va ser dur i finalment va perdre per decisió unànime en dotze assalts. A l'any següent va disputar una baralla eliminatòria pel títol mundial de la Federació però va perdre davant el polonès Tomasz Adamek per noqueig tècnic en el vuitè assalt.
El campió de boxa va morir en el matí del dimecres 25 de novembre segons va informar el sergent Warren Pickard de la policia d'Atlanta. Pickard va afirmar que a Bell i a una altra persona els van disparar en baixar d'un autobús abans que dos sospitosos els robessin. Bell va ser declarat oficialment mort en el lloc del crim. Pickard va agregar que la segona víctima no va ser identificada i va rebre un tret en el maluc, després de la qual cosa va ser derivada a l'hospital. La policia d'Atlanta va afirmar que la investigació està en curs.